# Gheneral Kolevo, Dobrici
Gheneral Kolevo (în bulgară Генерал Колево, în română Ceair) este un sat în comuna Dobricika, regiunea Dobrici, Dobrogea de Sud, Bulgaria. 
Între anii 1913-1940 a făcut parte din plasa Casim a județului Caliacra, România.

## Demografie
Componența etnică a satului Gheneral Kolevo
     Romi (4,21%)
     Turci (8,42%)
     Bulgari (69,47%)
     Nicio identificare (17,89%)
La recensământul din 2011, populația satului Gheneral Kolevo era de 95 locuitori. Din punct de vedere etnic, majoritatea locuitorilor (69,47%) erau bulgari, existând și minorități de turci (8,42%) și romi (4,21%). Pentru 17,89% din locuitori nu este cunoscută apartenența etnică.